# Ranunculus henriquesii
Ranunculus henriquesii är en ranunkelväxtart som beskrevs av Josef Franz Freyn. Ranunculus henriquesii ingår i släktet ranunkler, och familjen ranunkelväxter. Inga underarter finns listade i Catalogue of Life.